# Намцы
На́мцы (якут. Нам) — село, административный центр Намского улуса Якутии. Образует сельское поселение Ленский наслег.

## Историяи описание
Это один из древнейших улусов Якутии. Считается, что название дано основателем улуса Мымаком по имени своего отца Нама-бая (богача), который жил на рубеже XVI—XVII вв.
Намцы расположены в Центральной Якутии, на левом берегу Лены, в её долине (Энсиэли). Расстояние до г. Якутска: наземным путём — 84 км, воздушным — 75, водным — 96. Население — 10364 (2021 г.). Выполняет функции местного организующего центра. Намцы наряду с функциями улусного центра одновременно являются административным центром Ленского наслега.
В селе — мясо-молочный комбинат, хозяйственный центр лесопромышленного участка. Имеются Дом культуры, педагогическое училище, историко-этнографический музей, гимназия, три средние, неполная средняя, начальная общеобразовательные, а также музыкальная и спортивная школы. Учреждения здравоохранения, торговли и бытового обслуживания.
Намская улусная гимназия относится к сети президентских школ Республики Саха.
Также в селе находится «Намский педагогический колледж им. И. Е. Винокурова», который является опорным базовым образовательным учреждением в системе среднего педагогического образования Республики Саха (Якутия).
С 9 по 13 июля 2014 г. в Намском улусе проводились VI Спортивные игры народов Республики Саха (Якутия). Более двух тысяч спортсменов со всех уголков республики состязались по 14 видам спорта. Для этого в селе Намцы построен стадион на три тысячи зрительских мест. В селе Хамагатта построен крытый зал для соревнований по футзалу. Это единственный в республике зал, который возведен в сельской местности и отвечает всем российским профессиональным стандартам.
В 2019 году в Намском улусе провели Ысыах Олонхо. Благодаря Ысыаху Олонхо в селе Намцы создан уникальный этнопарк. Внутри парка есть многое для комфортного отдыха селян: скамейки, тротуары, зоны отдыха, фонтан.
25 декабря в селе Намцы состоялось торжественное открытие нового культурного центра. В нем также принял участие глава Якутии Айсен Николаев. Новый Дворец культуры и духовного развития им. М. К. Аммосова включает в себе сразу несколько главных социальных учреждений — ЗАГС, управление культуры, музей, а также галерею

## Население
| 1939    | 1959    | 1970    | 1979  | 1989  | 2002  | 2010    |
| ------- | ------- | ------- | ----- | ----- | ----- | ------- |
| 601     | ↗2810   | ↗4484   | ↗5167 | ↗6631 | ↗8249 | ↗8890   |
| 2012    | 2013    | 2014    | 2015  | 2016  | 2017  | 2018    |
| ↗8979   | ↗9130   | ↗9207   | ↗9409 | ↗9683 | ↗9892 | ↗10 044 |
| 2019    | 2020    | 2021    |       |       |       |         |
| ↗10 154 | ↗10 338 | ↗10 364 |       |       |       |         |

## Интернет, связь и телевидение
Мобильную связь и мобильный интернет предоставляют: МТС, МегаФон, Билайн и Yota.
21 декабря 2012 года состоялся официальный запуск цифрового телерадиовещания. Идёт вещание 20 каналов и 3 радиоканалов, которые доступны всем жителям Намского улуса.
25 декабря 2012 года в селе Намцы торжественно была запущена в эксплуатацию волоконно-оптическая линия связи Якутск — Намцы, благодаря чему в Намцах появилось интерактивное телевидение «Ростелекома» и безлимитные тарифы. Данная линия объединила город Якутск, поселок Тулагино, а также населённые пункты Намского района: Кысыл-Сыр, Партизан, Никольцы, Крест-Кытыл и с. Намцы.

## Достопримечательности
- Памятник воинам-землякам, погибшим в годы Великой Отечественной войны (1941 – 1945 гг.). Открыт в 1965 году. Вокруг разбит и благоустроен Сквер Победы.
- Памятник Илье Винокурову. Открыт в 2016 году[18].
- Памятник Максиму Аммосову. Открыт в 2020 году.